# La bottega dell'antiquario
La bottega dell'antiquario (titolo orig. The Old Curiosity Shop) è un romanzo di Charles Dickens, pubblicato a puntate sulla rivista Master Humphrey's Clock, un effimero periodico settimanale scritto ed edito interamente dall'autore, dall'aprile 1840 al febbraio 1841, assieme ad alcuni racconti; apparve in volume nello stesso 1841. Il mastro Humphrey è il narratore dei primi capitoli, poi la storia è affidata, senza transizione, ad un'altra voce. L'opera riscosse immediato successo: era così popolare che i lettori di New York presero d'assalto il molo quando la nave che trasportava l'ultima puntata arrivò nel 1841.
La storia tratta della giovane Nell, che vive sola col nonno materno - il cui nome non viene mai rivelato - in una vecchia casa di Londra, The Old Curiosity Shop, che al piano terra ha un negozio zeppo d'oggetti d'antiquariato. Dopo aver contratto numerosi debiti al gioco, il vecchio è costretto nottetempo a fuggire accompagnato dalla piccola orfana Nell.

## Trama

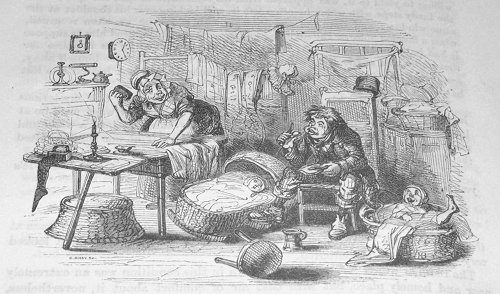
Kit e sua madre in un disegno degli anni 1840-1841

Nell, da quando si è ritrovata senza genitori, vive col nonno materno, unico parente rimastole al mondo oltre al fratello maggiore (che però vive lontano), conducendo un'esistenza solitaria ed appartata, quasi interamente dedicata al prendersi amorevolmente cura del caro vecchio. Il suo unico amico è Kit, giovane commesso di bottega a cui lei cerca d'insegnar a scrivere.
Ma il nonno conserva un segreto nascosto gelosamente dentro di sé: ossessionato e tormentato dalla paura che la nipotina possa cader in miseria alla sua morte, esattamente com'è già accaduto ai genitori, esce di casa ogni notte per andar a giocar a carte dove, grazie alle scommesse, vengono puntate grandi quantità di denaro. Il vecchio comincia a chiedere prestiti ad uno strozzino, un perfido nano di nome Daniel Quilp. Tanto esternamente deforme quanto intimamente sadico, il nano vive terrorizzando tutti quelli che ha vicino, a cominciare dalla giovane moglie, tramite una pratica continua di corrosivo sarcasmo. Ben presto tutto ciò ch'è di proprietà del nonno di Nell cade nelle mani avide dell'usuraio.
Ridotti in miseria dallo spaventoso e malvagio nano Quilp, dal suo scagnozzo, il debole e servile avvocato Sansone Brass e dall'energica sorella di quest'ultimo, Sarah, il vecchio antiquario e la sua giovane angelica nipotina si trovano costretti così di punto in bianco a lasciare la loro bottega d'antiquariato e fuggire, peregrinando per tutta Londra e dintorni. I due cominciano a vivere di accattonaggio per la strada e a dormire sotto le stelle. Il loro disperato cammino, in un primo momento guidato solamente dal caso lungo una strada accidentata e piena d'imprevisti, li fa giungere infine nel Midlands.
Nel frattempo, convinto che oramai il vecchio sia riuscito a raggranellare una discreta fortuna per la giovane Nell, il fratello prodigo di questa, Frederick, riesce a persuadere senza troppe difficoltà l'ingenuo Dick suo amico a partir alla loro ricerca. Intenzione del fratello maggiore è quella d'impossessarsi della presunta eredità a scapito della sorellina. A tal fine Frederick entra in contatto con Quilp; questi, anche se perfettamente cosciente del fatto che non vi sia proprio nulla da guadagnare, sadicamente l'esorta a proseguire le ricerche incoraggiandone le speranze, per il solo gusto di godersi poi al meglio la sua delusione. Dick viene assunto come impiegato allo studio legale di Brass e qui fa amicizia con la serva di Sarah, una ragazzetta soprannominata "La Marchesa".
Nel corso del racconto i due incontrano vari e peculiari personaggi, come dei burattinai, un bravo e dolce Maestro, l'ambiziosa proprietaria di un museo di cere, presso la quale i due lavorano e alloggiano temporaneamente, un ammaestratore di cani e un operaio che parla col fuoco della sua fucina, e dopo varie peripezie e difficoltà (ad esempio, con gran dolore e ansia di Nell, s'impadronisce del vecchio una vera e propria smania per il gioco d'azzardo) giungono in una tranquilla e verde cittadina nella contea di Shropshire; qui un anziano signore (indicato come "Professore") si prende cura di loro in vari modi, fra i quali mettendogli a disposizione una bella abitazione.
Kit nel frattempo, rimasto senza impiego, riesce a trovar un nuovo lavoro dai signori Garland, incontrati casualmente per strada; qui entra in contatto con un "signore scapolo" che sta cercando notizie su dove possano essersi recati Nell e il nonno. Questi infine, assieme alla buona madre di Kit, signora Nubbles, partono alla loro ricerca; lungo la strada incappano in Quilp che trama per far accusare Kit di furto e quindi condannarlo alla deportazione. Dick tuttavia, preso da scupolo di coscienza, assistito dall'amica Marchesa fa sì di dimostrare l'innocenza del ragazzo. Il moralmente infimo Quilp finirà la sua vita annegato nelle acque del Tamigi nel vano tentativo di sfuggir alla cattura.
Tutto sembra andare per il meglio, ma il lungo e periglioso viaggio, le intemperie e le dure fatiche sopportate hanno minato la salute di Nell, che cade così malata: la ragazza, malinconica, inizia a recarsi assiduamente in silenziosa visita al curato cimitero del villaggio, che sembra essere l'unico luogo ove si trovi a proprio agio, e dove di lì a poco morirà, facendo quasi impazzire il nonno dal dolore.
Una felice coincidenza permette al signor Garland di conoscere il luogo ove si son nascosti Nell e il nonno ed egli, con Kit e lo Scapolo, che si scopre essere il fratello minore del nonno di Nell, partono per raggiungerli e ricondurli a casa. Purtroppo giunti sul luogo vengono a sapere che Nell è già morta: il vecchio, perduta completamente la ragione, passa il tempo seduto sopra la sua tomba a gemere e lamentarsi, chiedendo il ritorno dell'amatissima nipotina. Pochi mesi dopo muore anche lui.

## Personaggi

### Personaggi principali

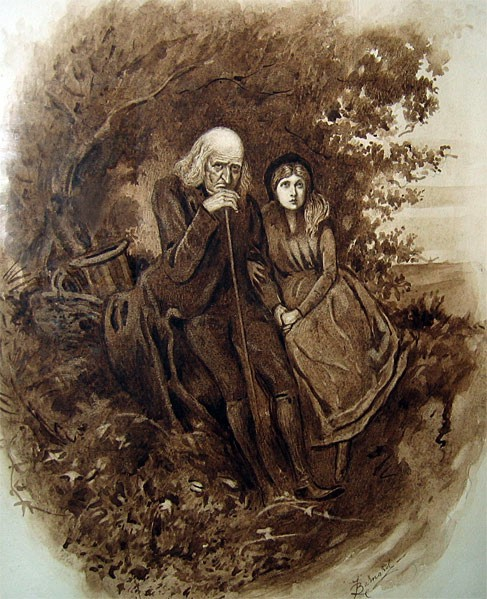
Nell e suo nonno in un disegno del 1870 circa di Fred Barnard

Nell Trent (in inglese spesso chiamata "Nelly" o "Little Nell")
Ragazza non ancora quattordicenne di carattere dolce e mansueto, accompagna il nonno durante le sue peregrinazioni per l'Inghilterra e si mostra molto tollerante nei suoi confronti. Alla fine del romanzo muore, dopo avere a lungo mostrato sintomi di malinconia e di apatia.
Nonno di Nell ("il vecchio")
Indicato sempre senza il nome, è un vecchio antiquario che spende gran parte dei suoi guadagni nel gioco d'azzardo perché vuole procurarsi i soldi sufficienti ad assicurare alla nipote, cui è estremamente legato, un futuro privo di problemi. Ridotto in miseria dal perfido Quilp che gli aveva affittato la bottega, inizia un viaggio senza una meta precisa, durante il quale viene fra l'altro riassalito dalla passione per il gioco, finendo per spendere tutti i risparmi suoi e di Nell (che, a causa dell'affetto che prova per lui, non riesce ad opporglisi con sufficiente fermezza), tranne una moneta che la ragazza si era cucita nel vestito. Rischia di impazzire dal dolore quando sua nipote muore.
Christopher "Kit" Nubbles
Amico e servitore fedele di Nell. Protegge la giovane quando ella rimane a casa sola la notte, e le offre un posto nella sua casa quando Quilp si impossessa della bottega. Successivamente raggiunge una posizione nella casa dei Garland, divenendo un importante membro della servitù. La sua dedizione verso la sua famiglia gli fa guadagnare il rispetto degli altri personaggi e il risentimento di Quilp. È incarcerato per furto, ma, rilasciato, trova Nell ormai morta.
Daniel Quilp
L'antagonista per eccellenza della vicenda. Nano malvagio e crudele, presentato come un essere orripilante, possiede vari negozi (fra cui la bottega dell'antiquario) e gestisce un ufficio con un ragazzo-servo che malmena e bastona in continuazione in una baracca presso il Tamigi, da cui cade e annega in una notte di nebbia; si pensa che sia un suicida e per questo viene sepolto in un incrocio.

### Altri personaggi

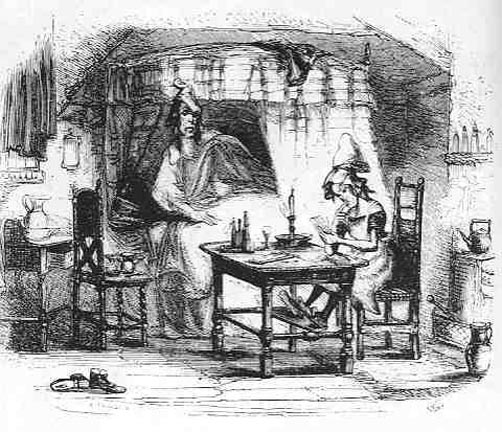
La Marchesa gioca a carte: illustrazione originale di Phiz (1840).

Sansone e Sarah Brass
Coppia di avvocati disonesti che aiutano Quilp, il primo di carattere debole, la seconda assai forte e risoluta; finché non vengono scoperti da Swiveller tengono una ragazza prigioniera in cantina e la nutrono a pane e acqua.
Richard "Dick" Swiveller
Assistente dei fratelli Brass, aiuta a sgominarli e trova la ragazza che tenevano prigioniera; prima di liberarla, la nutre con cibi migliori.
La Marchesa
Questo è il nomignolo dato a una piccola servetta, probabilmente una bambina, tenuta in stato di semi-prigionia dai fratelli Brass.
Mr. Marton (più comunemente chiamato "Maestro", "Schoolmaster")
Un gentile insegnante elementare di un piccolo villaggio che ospita Nell e il nonno e che incontrerà per caso anche un'altra volta nel corso del romanzo e gli troverà una casa.
Il Professore
Anch'egli anonimo, chiamato "Bachelor" nell'edizione inglese, offre un'abitazione a Nell e a suo nonno, e si mostra molto gentile e generoso nell'accoglierli e nei rapporti con loro. Si scoprirà, inoltre, verso la fine del romanzo, essere fratello di Mr Garland.
Betsy Quilp
Giovane e bella moglie di Daniel, che vive nel terrore del marito e lo asseconda in ogni suo desiderio con rassegnazione.
Mrs. Jiniwin
Irascibile madre di Betsy che cerca di opporsi ai voleri del genero.
Tom Scott
Un ragazzino che passa la maggior parte del tempo appollaiato sulle gambe a testa in giù. Quilp lo utilizza come 'informatore', ma pare stranamente anche provar una sorta d'affetto nei suoi confronti.
Mrs. Nubbles
Madre di Kit, una donna perbene che ammira ed ama teneramente il figlio; sempre disponibile ed allegra.
Jacob Nubbles
Fratello di Kit.
Bébé Nubbles
Fratellino ancora in culla di Kit.
Mr. Garland
Un signore corpulento affetto da piede torto, di carattere molto buono.
Mrs. Garland
Moglie di Mr. Garland, alta e ancora molto bella.
Abele Garland
Figlio ventottenne dei Garland. Un tipo tranquillo e pacifico, ancora aggrappato ai genitori.
Mr. Whiterden
Il notaio, che si occupa con gran servilismo dei vari documenti dei Garland.
Mr. Chuckster
Dipendente di Whiterden, tende sempre a non prender nulla troppo sul serio e ha una forte antipatia per Kit.
Mrs. Jarley
Proprietaria di un museo delle cere.
George
Impiegato di Mrs. Jarley.
Rebecca Swiveller
Zia zitella di Dick.
Mr. Harris
Proprietario di un teatro ambulante dei burattini.
Tommy Codlin
Aiutante di Harris, è sempre molto stanco.
Lo Scapolo
È il fratello minore del nonno di Nell, va alla loro ricerca collaborando, in modo inizialmente incognito, con i Signori Garland.

### I personaggi anonimi
Ne La bottega dell'antiquario sono presenti numerosi personaggi anonimi: è il caso del nonno di Nell e del narratore dei primi tre capitoli del libro, che avevano un nome nell'edizione originale ma che fu poi tolto perché utile solo per la pubblicazione; sono inoltre anonimi la Marchesa, il Professore (nell'edizione inglese "Bachelor") e il Maestro ("Schoolmaster"), il cui vero nome, Mr. Marton, viene utilizzato solo un paio di volte in tutto il romanzo.
Vi è poi tutta una galleria infinita di individui senza nome: servi e garzoni, viaggiatori, cocchieri, giocolieri e maghi, burattinai, militari, funzionari, insegnanti e studenti, locandieri, vicini di casa pettegoli, personaggi intriganti e litigiosi, predicatori, disoccupati, ciarlatani delle più varie specie.
Uno dei principali illustratori (e delle opere di Dickens in generale) fu Hablot Knight Browne, in arte Phiz.
Gli eventi sembrano svolgersi nel 1825 e oltre; alcune indicazioni sono lasciate qua e là come punti di riferimento, ad es. nel Cap. 29 dove si allude alla morte da poco avvenuta di Lord Byron.

## Importanti località attraversate
- London Bridge
- Bevis Marks
- Finchley
- Tong, Shropshire
- Aylesbury
- Banbury
- Birmingham
- Black Country
- Warwick
- Wolverhampton

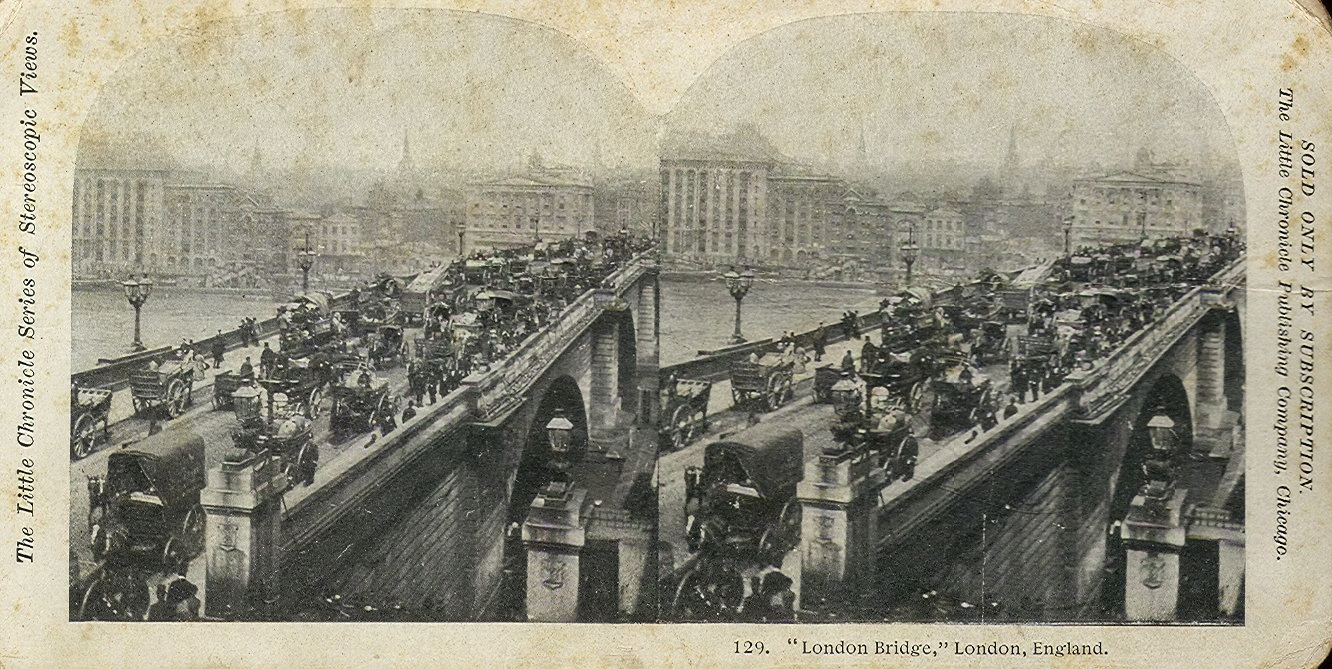
Il London Bridge (attraversato da Nell e da suo nonno) in una stampa degli anni '90 dell'Ottocento

Inoltre, delle varie cittadine che costituiscono le tappe della loro peregrinazione l'autore non specifica il nome, pur descrivendole in modo che molte di esse siano abbastanza chiaramente rintracciabili.

## Adattamenti
- Opera lirica in 3 atti di Lamberto Landi e C. M. Mensing, nel 1900.
- La piccola Nell - anime giapponese ispirato al romanzo.

## Edizioni italiane
- La bottega dell'antiquario, traduzione di Silvio Spaventa Filippi, Battistelli, 1921. - 2 voll., La Nuova Italia, Venezia, 1928; 2 voll., Collana Grandi autori, Sonzogno, Milano, 1931; Gherardo Casini Editore, Roma, 1954; Introduzione di Carlo Izzo, Collana Grande Biblioteca, Santarcangelo di Romagna, Rusconi, 2017.
- La bottega dell'antiquario, traduzione di Anonimo, 3 voll., Milano, Bietti, 1933.
- La bottega dell'antiquario, traduzione di Laura Marchiori, Collana BUR nn.1422-1428, Milano, Rizzoli, 1959. - Introduzione di Giorgio Manganelli, cronologia e bibliografia di Attilio Brilli, Collana Classici, BUR, Milano, 1984-1995-2014, ISBN 978-88-17-12489-8; 2 voll., Fabbri, Milano, 1994.
- La bottega dell'antiquario, in  Tutte le opere narrative. Volume II: Le avventure di Oliver Twist, traduzione di Adriana Valori Piperno, a cura e con un'introduzione di Felicina Rota, Collana I Grandi Scrittori. Sezione inglese, Milano, Mursia, 1966-1983.
- La bottega dell'antiquario, traduzione di Livio Crescenzi e Marta Viazzoli, Collana Classici, Fidenza, Mattioli 1885, 2024,  p. 696, ISBN 978-88-626-1931-8.

### Edizioni condensate
- La bottega dell'antiquario, rinarrato da Virginia Galante Garrone, Torino, Edizioni SAS, 1952. - Roma, Edizioni Paoline, 1966-1970.
- La bottega dell'antiquario, a cura di Mansueto Lombardi-Lotti, Firenze, Le Monnier, 1966.

## Curiosità

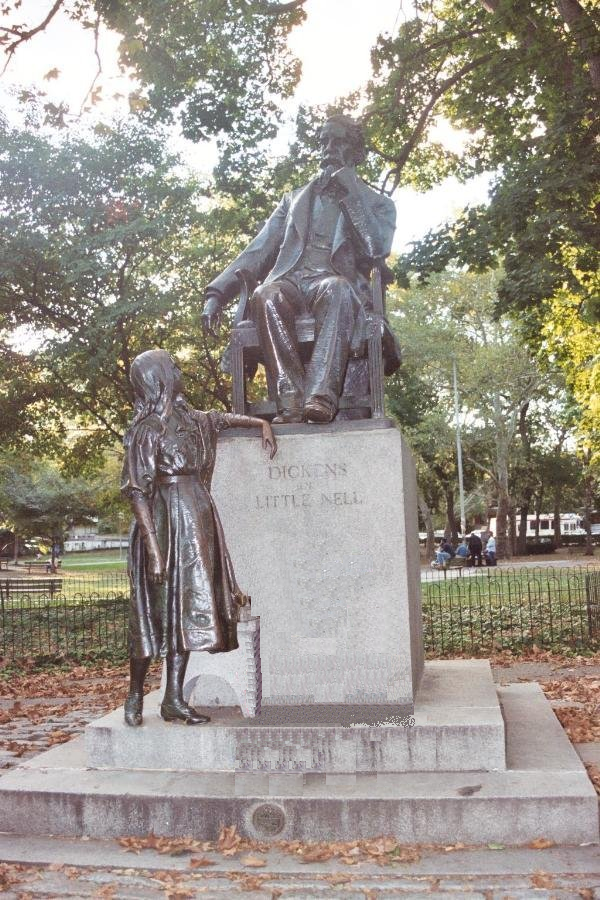
Nell fu un personaggio molto popolare: a fianco di questa statua di Charles Dickens si nota la sua figura e si può leggerne il nome "Little Nell" nell'iscrizione.

- Il libro La bottega dell'antiquario fu così popolare che la nave che trasportava il fascicolo in cui era narrata la morte di Nell fu letteralmente presa d'assalto dagli acquirenti statunitensi.
- Il pubblico internazionale scriveva spesso lettere a Dickens per indicargli come proseguire nella narrazione; alla notizia della morte di Nell molti furono delusi e protestarono pubblicamente.
- Edgar Allan Poe apprezzava La bottega dell'antiquario ma giudicava "eccessivamente dolorosa" la parte conclusiva (con la morte della piccola Nell)[4].
- Nel musical Cats il personaggio di Gus canta nella canzone Gus, The Theatre Cat il verso "I sat on the bedside of poor Little Nell", traducibile con "sono stato seduto al capezzale della povera Piccola Nell".